# Orlando Pelayo
Orlando Pelayo (Gijón, 14 de desembre de 1920; Oviedo, 15 de març de 1990) va ser un pintor i gravador  espanyol.

## Biografia
El seu pare era mestre, raó per la qual la seva residència va  canviar segons ho feia la destinació del seu pare. Durant la seva infància la família es va traslladar a Extremadura i després a Albacete, llocs en els quals va transcórrer la seva infantesa i adolescència. Durant la guerra de 1936 va combatre amb els republicans extremenys i a Badajoz va començar a pintar. En 1939, en finalitzar la guerra, es va veure obligat a exiliar-se amb el seu pare a Algèria, on residí a Orà (fins a 1947), i serà empresonat fins a 1941, romanent en un camp de refugiats. Durant la seva residència a Orà va travar amistat amb Albert Camus. Va ser a més a Orà on va realitzar la seva primera exposició. També a Orà moriria el seu pare, víctima de la tuberculosi i el treball extenuant. Durant el seu exili a Orà va treballar com a professor d'espanyol i a més va decorar ceràmiques.
Va ser precisament a Orà on va començar els seus primers treballs. En 1947 es trasllada a París on a poc a poc es va integrar en la vida artística de la ciutat, igual que fessin altres pintors espanyols pertanyents a l'escola de París. Així, en 1951, il·lustra un llibre del poeta Jean Rousselot, “Les mohines d'existence”; mentre que en 1952 és nomenat Soci del Saló de Tardor de París.
Entre els anys 1959 i 1962 va aparèixer la seriï «Cartografies de l'absència», que suposen un repàs ple de nostàlgia de les terres espanyoles en les quals va viure. Des de 1962, el pintor va donar un gir a la seva producció amb noves sèries centrades sobretot en la història i la cultura clàssica espanyola, en quadres informats de fantasmals figures com es pot veure en "La Celestina".
El seu retorn des de l'exili va ser en 1967. En la seva obra artística la guerra i l'exili van ocupar un lloc cabdal, deixant testimoniatge del sofriment humà.
En 1970, il·lustra el llibre “Onze sonets de Quevedo”, que s'editarà a l'any següent, a Suïssa.
L'època final, és la que s'obre en 1972, de la qual és una peça destacada Al·legories, va mantenir les reflexions sobre el passat a través de molts altres éssers al·lucinants i inquietants que apareixen en espais travessats per característics segments.
Orlando Pelayo va anar també un dibuixant prolífic, igual que un ocasional però interessant escultor. Residia a París, però passava llargues temporades estiuenques en la seva Gijón natal.

## Exposicions, col·leccions i títols
Al llarg de la seva carrera artística va participar en una bona relació d'exposicions individuals (Orà (Galeria Colline 1942, 1945, 1947, 1950, 1953), Alger, París, Suècia, Tòquio, Múnic, Madrid (Galeria Biosca, 1969), Gijón, Oviedo, Sevilla...) i col·lectives (Hèlsinki, Orà, Londres, París, Nova York, Berlín, Amsterdam, Mèxic, Florencia, Brussel·les, Praga...). Així mateix els seus quadres estan presents en importants col·leccions al llarg de tot el món i en molts museus (Nacional d'Art Moderne de París, el de Pintura Contemporània i el museu Estrada de Barcelona, els de Poitiers (exposició antològica en 1955), Toulouse, Pau, Amiens, St. Etienne, Orà, Alger, Neuchatel...). Així com en el Museu de Belles arts d'Astúries, al que donà dos de les obres exposades en la mostra de 1980 (“El detector de metalls” i “Al·legoria”), amb el títol «Quaranta anys de pintura. 1939-1979». Una dècada després, el 27 de juny de 1989, el pintor feia una gran donació que comprenia 27 olis, sis escultures i les seves sèries de gravats sobre La vida de Lazarillo de Tormes, les Cobles per la mort del seu pare, de Jorge Manrique, i la Rondalla de Polifemo i Galatea, de Luis de Góngora. Més tard, el gener de 1990, completaria aquesta donació amb altres 22 aquarel·les.
Tractà de fer una altra donació a la pinacoteca de Gijón, però en veure's truncada, la donació va ser realitzada a Albacete, lloc en el qual va passar part de la seva infància i joventut, i en la qual se'l va nomenar fill adoptiu. A més, les institucions culturals de la ciutat manxega van dur a terme, després de la seva mort, una exposició antològica de la seva obra que va acabar exhibida a París, en el Couvent donis Cordeliers (1992), i més tard també a Astúries, on se li van dedicar dues exposicions homenatge, en 1998, en el Centre de Cultura Antic Institut, i en 2005, en el Belles arts.
També a la ciutat d'Oviedo compten amb una escultura urbana obra de l'autor, l'anomenada “Menina”, que va ser donada a la ciutat en l'any 2005 pel Grup CONCESCO.
El currículum d'Orlando Pelayo compta amb nombrosos reconeixements, entre ells el Premi Jeckel (1953) de la Biennal de Menton (França), el Premi Portica (1964) a París, i el Gran Premi Othon Friesz (1955), de pintura. Així mateix, va ser objecte de diversos nomenaments, com el d'Oficial de l'Ordre de les Arts i les Lletres per l'Estat francès, el 1984, i el de fill Predilecte pel Concejo de Gijón, a títol pòstum, en 1992. En 1985 l'Institut d'Estudis Albacetenses li va concedir la Medalla de Plata, la mateixa distinció que rebria en 1989 per part del Govern del Principat d'Astúries.
Part de l'obra artística d'Orlano Pelayo pot contemplar-se en molts museus d'art de diversos països com: Museu d'Art Modern de la Vila de París, de Georges Pompidou, d'Amiens, de Grenoble, de Saint-Étienne, de Toulouse, de Lille, de Brest, de Dunkerque, de Vénissieux; Museus de Belles arts d'Alger i d'Orà, en el de Jakarta, en el d'Ein Harod (Israel), en el de Neuchâtel (Suïssa), en el de Luxemburg, en el de Malmoe (Suècia), en el de Kyoto, en el de Cuauhtemoc (Mèxic) i en les col·leccions del Museu Reina Sofía (Madrid), Museu d'Art Modern de Bilbao, Museu de Belles arts d'Astúries, Museu d'Albacete, Museu Jovellanos de Gijón, Museu Abelló de Mollet del Vallès, etc.